# سازمان هواشناسی کشور
سازمان هواشناسی ایران  فعالیت خود را ابتدا از سال ۱۳۳۴ خورشیدی و به‌عنوان اداره کل هواشناسی زیر نظر وزارت راه و ترابری آغاز کرد و پس از چندی به سازمانی مستقل تبدیل گردید. این سازمان در سال ۱۳۳۸ خورشیدی به‌عنوان صد و سومین عضو سازمان هواشناسی جهانی (WMO) به عضویت این سازمان جهانی درآمد. البته سازمان جهانی هواشناسی فقط 9 سال از آن بیشتر قدمت دارد.
پروفسور محمدحسن گنجی، از بنیان‌گذاران سازمان هواشناسی ایران، تا سال ۱۳۴۷ مدیریت ادارهٔ کل هواشناسی را عهده‌دار بود.
ستاد مرکزی سازمان هواشناسی کشور در تهران، میدان آزادی، خیابان معراج، مستقر است.

## تاریخچه هواشناسی در ایران
در ایران فعالیت‌های منظم هواشناسی، اولین بار با اندازه‌گیری پدیده‌های جوّی توسط سفارتخانه‌های انگلیس و روسیه در تهران و مناطق نفت‌خیز جنوب کشور آغاز شد. این اطلاعات، صرفاً به بایگانی کشورهای مربوطه منتقل شده و احتمالاً در برنامه‌های تحقیقاتی آنها، مورد استفاده قرار گرفته‌است. درس هواشناسی، در سال ۱۲۹۸ در برنامهٔ درسی مدرسهٔ برزگران گنجانده شد و آن را، معلمان فرانسوی تدریس می‌کردند و در همان محل، اولین سکوی هواشناسی احداث شد که در آن، دمای هوا، رطوبت نسبی و میزان بارندگی را اندازه‌گیری می‌کردند. این ایستگاه هواشناسی، در سال ۱۳۰۸ کامل شد و غالب پدیده‌های جوّی را دیده‌بانی می‌کرد  تا به‌تدریج در اثر نیاز بخش‌های کشاورزی و آبیاری، تعدادی ایستگاه دیگر نیز در نقاط مختلف کشور تأسیس شد که تولیت آنها به بنگاه مستقل آبیاری، وابسته به وزارت کشاورزی وقت سپرده شد.
بعد از جنگ جهانی دوم، نیروهای متفقین، برای سلامت پرواز هواپیماهای خودی، واحد کوچک هواشناسی دایر کردند که نیازهای هواشناسی بخش هواپیمایی آن‌ها را تأمین می‌کرد. در آن هنگام، بنگاه مستقل آبیاری وزارت کشاورزی، اقدام به تربیت یک گروه دیده‌بان هواشناس کرد که این دیده‌بانان، در سال ۱۳۲۷ فارغ‌التحصیل و در ایستگاه‌های هواشناسی مشغول به کار شدند.
هواپیمایی کشوری نیز، به علت نیاز به اطلاعات جوّی در فرودگاههای کشور، ایستگاه‌های هواشناسی تأسیس کرد. در اثر نیاز شدید برنامه‌ریزان به آمار و اطلاعات اقلیمی از نواحی مختلف کشور و ناهماهنگی در تأسیس ایستگاه‌های هواشناسی - که در بخش‌های مختلف ایجاد می‌شد - مسئولان وقت، تأسیس یک واحد هواشناسی مستقل را در کشور ضروری دانستند؛ لذا در سال ۱۳۳۴ اداره کل هواشناسی کشور، وابسته به وزارت راه، تأسیس شد. این اداره کل، بعدها به صورت سازمانی مستقل، زیر نظر وزارت جنگ قرار گرفت که بعد از پیروزی انقلاب اسلامی، دوباره زیر نظارت وزارت راه و ترابری درآمد.
در هنگام تشکیل اداره کل هواشناسی در سال ۱۳۳۴، تمامی ایستگاه‌های هواشناسی کشور که زیر نظر نهادهای مختلف تأسیس شده بود، به این اداره کل واگذار شدند. ایستگاه‌های واگذار شده، از نوع سینوپتیک، اقلیم‌شناسی و باران‌سنجی بودند که هر یک، دیده‌بانی‌های مربوط به خود را انجام می‌دادند. در آن زمان، تعداد ۳۴ ایستگاه سینوپتیک، ۱۰۷ ایستگاه اقلیم‌شناسی و ۱۰۶ ایستگاه باران‌سنجی وجود داشت. در سال ۱۳۳۸، هواشناسی ایران به‌عنوان صد و سومین عضو سازمان هواشناسی جهانی، به عضویت این سازمان جهانی در آمد.
سازمان هواشناسی کشور، قبل از انقلاب بیشتر در خدمت ترابری هوایی و صنعت هواپیمایی بود و به مسائل هواشناسی کاربردی کمتر توجه می‌شد ولی پس از انقلاب اسلامی و با تعیین کشاورزی به‌عنوان محور اصلی فعالیت‌های اقتصادی کشور، این سازمان نیز، خدمات خود را به سمت کشاورزی سوق داد و امروزه هدف توسعهٔ ایستگاه‌ها و بهکرد سامانه آمار هواشناسی کشور، خدمت‌رسانی به بخش‌های تحقیقاتی کشاورزی، دامداری و آبیاری است.

## رؤسای سازمان هواشناسی کشور
قبل از انقلاب:
-پروفسور محمدحسن گنجی  از سال ۱۳۳۵ تا ۱۳۴۷ 
-عبدالحسین پرویز نوایی از سال ۱۳۴۷ تا ۱۳۵۷ 
-ژینوس نعمت محمودی (سرپرست سال ۱۳۵۷)
-سپهبد اصغر به سرشت (سال ۱۳۵۷)
بعد از انقلاب:
-سیروس احدپور از سال ۵۷ تا ۵۸
-حسن حاجیلاری  از سال ۵۸ تا ۵۹ 
- کاظم صمدیان    از سال ۵۹ تا ۶۰
-علی‌محمد نوریان از سال ۶۰ تا ۷۲
-حسینعلی طراوت  از سال ۷۲ تا ۷۳
-علی‌محمد نوریان  از سال ۷۳ تا ۸۸ (مرتبه دوم)
-بهرام صناعی   از سال ۸۸ تا ۹۲
-داود پرهیزگار  از سال ۹۲ تا ۹۷
-سحر تاج‌بخش از اسفند ۱۳۹۷ تاکنون

## انواع ایستگاه‌های هواشناسی
ایستگاه هواشناسی، تأسیساتی است بر روی خشکی یا دریا که دارای ابزارهای اندازه گیری و امکاناتی برای مشاهدهٔ وضعیت جو زمین است و اطلاعاتی برای پیش‌بینی و مطالعهٔ آب‌وهوا و اقلیم فراهم می‌آورد. این اطلاعات شامل دما، فشار هوا، نم، بارش، سرعت باد و جهت باد می‌باشد. اندازه‌گیری سرعت و جهت باد به گونه‌ای انجام می‌شود که تا حد امکان هیچ مانعی بر سر وزش باد نباشد و اندازه‌گیری دما و نم به دور از تابش مستقیم نور خورشید در جعبه اسکرین انجام می‌گیرد. اندازه‌گیری‌های دستی دست کم یک‌بار در روز انجام می‌شود و مشاهده‌های خودکار دست کم ساعتی یک بار. وضعیت آب‌وهوایی در دریا به وسیلهٔ کشتی‌ها و بویه‌ها سنجیده می‌شود که کمیت‌های هواشناختی به نسبت متفاوت از جمله دمای سطح دریا، بلندی موج و فاصلهٔ موج را اندازه می‌گیرند. در ایستگاه های جوّ بالا که در واقع ایستگاه های سینوپتیک اصلی یا فرودگاهی هم می توانند باشند، هر ۱۲ ساعت یا هر ۲۴ ساعت با ارسال دستگاه رادیوسوند توسط بالون هواشناسی به جوّ اندازه گیری دما، نم نسبی، فشار جوّ و سمت و سرعت باد را در لایه های بالایی جوّ به انجام می رسانند. یادآوری می شود که کار سنجش ازن توسط ازن سنج نیز در ایستگاه جوّ بالا و به کمک رادیوسوند انجام می شود. هم اکنون ایستگاه ازن سنجی اصفهان که ایستگاه جوّ بالا و سینوپتیک اصلی هم محسوب می شود، کار ارسال ازن سوند را با بالون هواشناسی به جوّ انجام می دهد. 

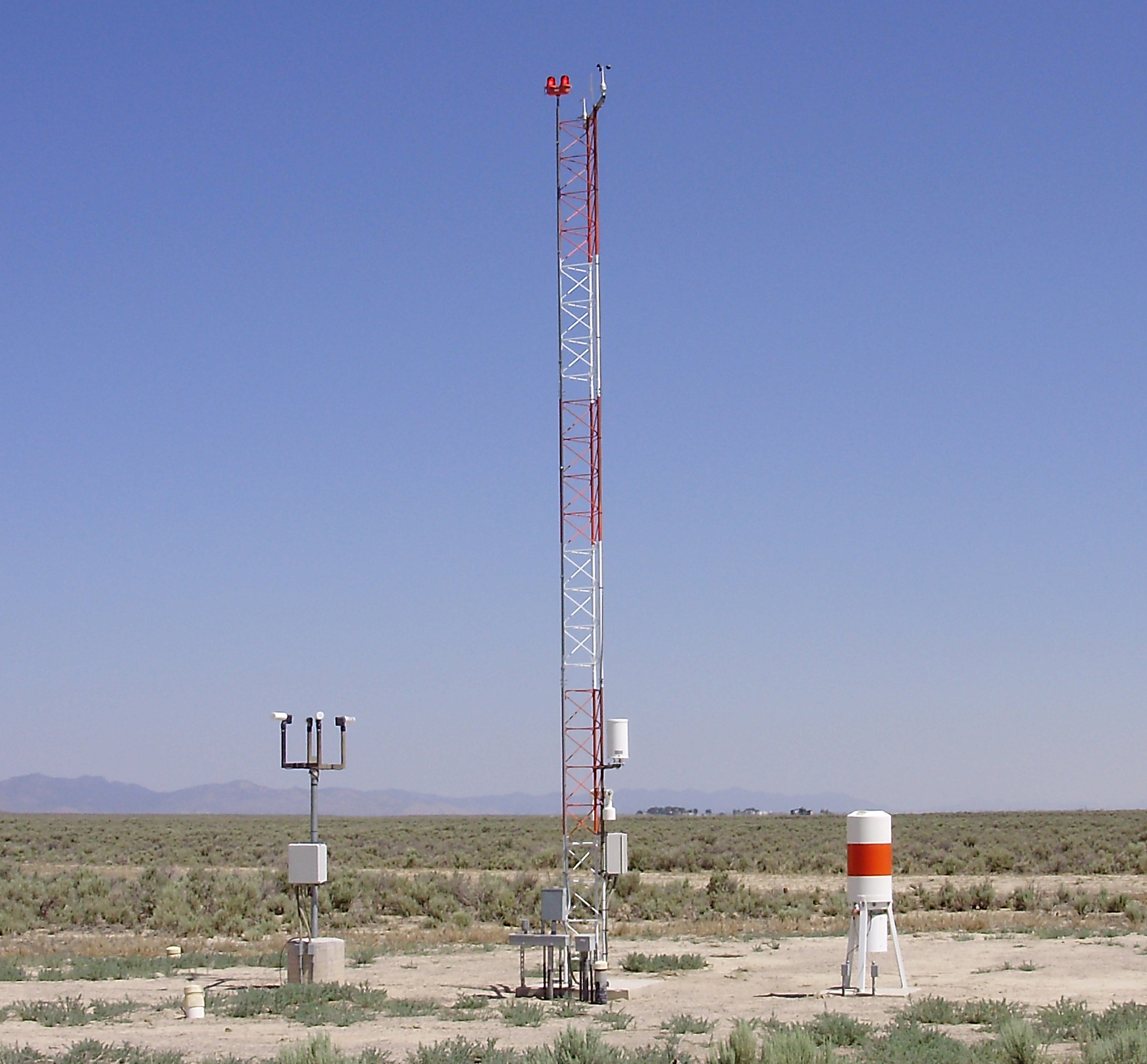
ایستگاه فرودگاهی خودکار یا AWOS
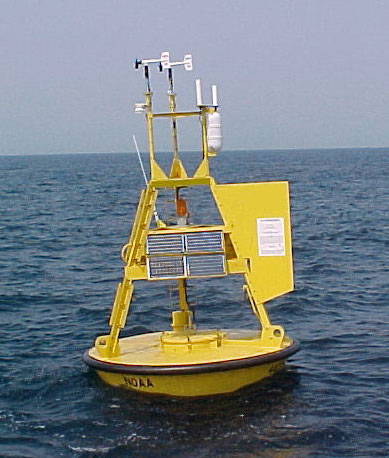
ایستگاه دریایی - بویی
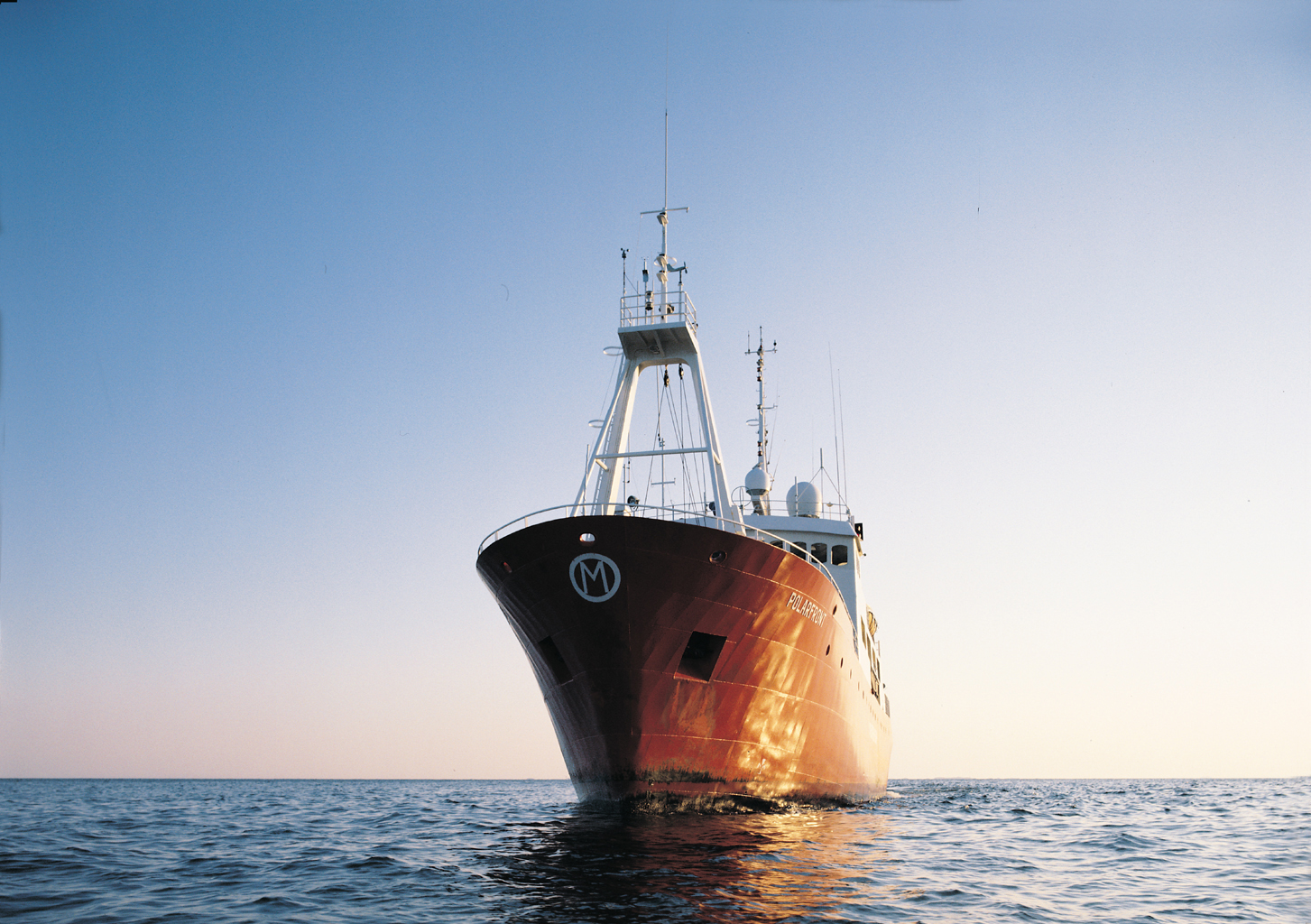
کشتی هواشناسی
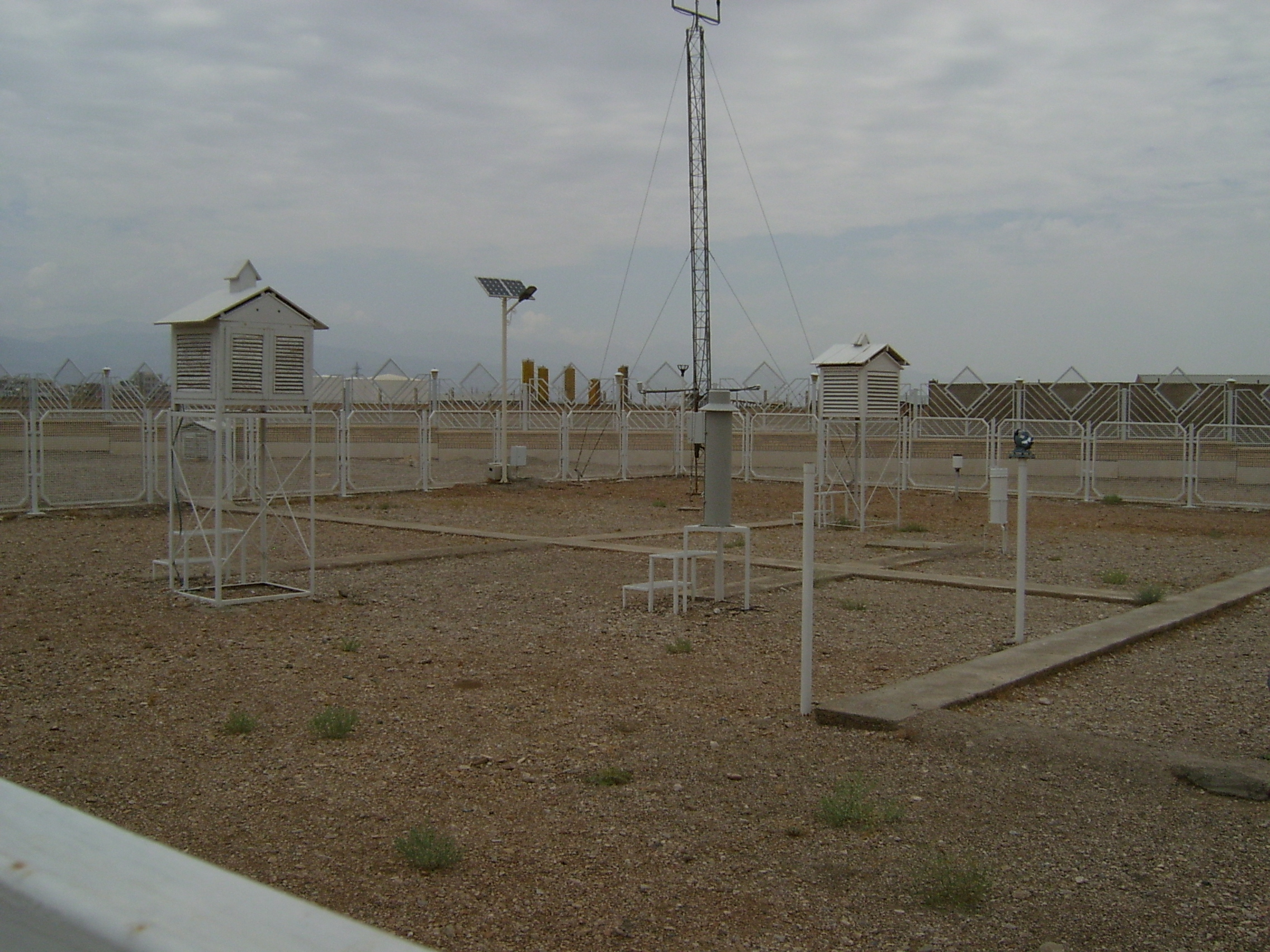
سکوی ادوات یا پلتفرم هواشناسی در یک ایستگاه سینوپتیک

تصاویر تاریخی از ایستگاه هواشناسی مهرآباد:

رادار باد در مهرآباد تهران سال ۱۳۴۰ شمسی
ارسال بالون در مهرآباد تهران سال ۱۳۴۰ شمسی
اتاق گازایستگاه مهرآباد تهران سال ۱۳۴۰ شمسی

| نام ایستگاه                            | تجهیزات                                        | مکان تجهیزات            | پارامترهای مورد اندازه‌گیری                                                  |
| -------------------------------------- | ---------------------------------------------- | ----------------------- | --------------------------------------------------------------------------- |
| ایستگاه هواشناسی سینوپتیک اصلی         | دماسنج، برف سنج، تابش سنج و ...                | پلتفرم                  | دما، رطوبت، فشار، سمت و سرعت باد، تابش و.. در سطح زمین                      |
| ایستگاه هواشناسی سینوپتیک تکمیلی       | دماسنج، برف سنج، تابش سنج و ...                | پلتفرم                  | دما، رطوبت، فشار، سمت و سرعت باد، تابش و... در سطح زمین                     |
| ایستگاه هواشناسی کشاورزی               | دماسنج، برف سنج، تابش سنج و ...                | مزرعه                   | دما (حداقل - حداکثر)، رطوبت، تبخیر و تعرق، دمای خاک، تبخیر، رطوبت خاک و ... |
| ایستگاه هواشناسی جو بالا               | مانند سینوپتیک، رادیوسوند و گیرنده جو بالا ... | فرودگاه یا هر مکان دیگر | دما، رطوبت، فشار، سمت و سرعت باد در جو بالا                                 |
| ایستگاه هواشناسی اقلیم‌شناسی            | دماسنج، برف سنج، تابش سنج و ...                | پلتفرم                  | دما، رطوبت، فشار، سمت و سرعت باد، تابش و..                                  |
| ایستگاه هواشناسی دریایی                | دماسنج، بویی، جذر و مد سنج، موج نگار و...      | ساحل                    | دما، رطوبت، فشار، سمت و سرعت باد، جذر و مد، تابش و..                        |
| ایستگاه هواشناسی باران سنجی و برف سنجی | دماسنج، برف سنج، تابش سنج و ...                | پلتفرم                  | مقدار و شدت باران و برف                                                     |
| ایستگاه هواشناسی ویژه                  | تجهیزات اختصاصی                                | پلتفرم                  | آلودگی زمینه جو، اوزون یا تشعشع                                             |

## سرویس ها و خدمات هواشناسی
سیستم هوانما.
سامانه پیامکی؛ 
تلفن گویا 134 هواگو
نمایشگرهای لمسی
میز خدمت الکترونیکی هواشناسی

## ادارات کل هواشناسی
بر اساس اطلاعات پایگاه اطلاع‌رسانی سازمان هواشناسی ایران، تمامی استان‌ها و تقسیمات رسمی کشور در حال حاضر دارای اداره کل هواشناسی هستند.
| نام اداره کل                                | شهر      | پایگاه اینترنتی                                                       |                |
| ------------------------------------------- | -------- | --------------------------------------------------------------------- | -------------- |
| اداره کل هواشناسی استان آذربایجان شرقی      | تبریز    | https://web.archive.org/web/20161017023841/http://eamo.ir/            |                |
| اداره کل هواشناسی استان آذربایجان غربی      | ارومیه   | https://web.archive.org/web/20161013150222/http://www.met-ag.ir/      |                |
| اداره کل هواشناسی استان اردبیل              | اردبیل   | http://www.ardebilmet.ir                                              |                |
| اداره کل هواشناسی استان اصفهان              | اصفهان   | http://www.esfahanmet.ir                                              |                |
| اداره کل هواشناسی استان البرز               | کرج      | https://web.archive.org/web/20190724170741/http://alborz-met.ir/      |                |
| اداره کل هواشناسی استان ایلام               | ایلام    | http://ilammet.ir                                                     | [ پیوند مرده ] |
| اداره کل هواشناسی استان بوشهر               | بوشهر    | https://web.archive.org/web/20190911093638/http://bushehrmet.ir/      |                |
| اداره کل هواشناسی استان تهران               | تهران    | http://www.tehranmet.ir                                               |                |
| اداره کل هواشناسی استان چهارمحال و بختیاری  | شهرکرد   | http://www.chbmet.ir                                                  |                |
| اداره کل هواشناسی استان خراسان رضوی         | مشهد     | http://www.razavimet.ir                                               | [ پیوند مرده ] |
| اداره کل هواشناسی استان خراسان شمالی        | بجنورد   | http://www.nkhmet.ir                                                  | [ پیوند مرده ] |
| اداره کل هواشناسی استان خراسان جنوبی        | بیرجند   | http://www.skhmet.ir                                                  |                |
| اداره کل هواشناسی استان خوزستان             | اهواز    | http://www.khozestanmet.ir                                            | [ پیوند مرده ] |
| اداره کل هواشناسی استان زنجان               | زنجان    | http://www.zanjanmet.ir بایگانی‌شده در ۹ اوت ۲۰۲۰ توسط Wayback Machine |                |
| اداره کل هواشناسی استان سمنان               | سمنان    | http://www.semnanweather.ir                                           |                |
| اداره کل هواشناسی استان سیستان و بلوچستان   | زاهدان   | https://web.archive.org/web/20190721234322/http://sbmet.ir/           |                |
| اداره کل هواشناسی استان فارس                | شیراز    | http://www.farsmet.ir                                                 | [ پیوند مرده ] |
| اداره کل هواشناسی استان قم                  | قم       | http://www.ghommet.ir                                                 | [ پیوند مرده ] |
| اداره کل هواشناسی استان قزوین               | قزوین    | http://www.qazvinmet.ir                                               | [ پیوند مرده ] |
| اداره کل هواشناسی استان کردستان             | سنندج    | http://www.kurdistanmet.ir                                            | [ پیوند مرده ] |
| اداره کل هواشناسی استان کرمان               | کرمان    | https://web.archive.org/web/20190830100803/http://www.weather.kr.ir/  |                |
| اداره کل هواشناسی استان کرمانشاه            | کرمانشاه | http://www.kermanshahmet.ir                                           | [ پیوند مرده ] |
| اداره کل هواشناسی استان کهگیلویه و بویراحمد | یاسوج    | https://web.archive.org/web/20191225094531/http://www.kb-weather.ir/  |                |
| اداره کل هواشناسی استان گلستان              | گرگان    | http://www.golestanmet.ir                                             | [ پیوند مرده ] |
| اداره کل هواشناسی استان گیلان               | رشت      | http://www.gilmet.ir                                                  |                |
| اداره کل هواشناسی استان لرستان              | خرم‌آباد  | http://www.lorestanmet.ir                                             | [ پیوند مرده ] |
| اداره کل هواشناسی استان مازندران            | ساری     | https://web.archive.org/web/20180926012911/http://mazmet.ir/          |                |
| اداره کل هواشناسی استان مرکزی               | اراک     | http://markazimet.ir                                                  |                |
| اداره کل هواشناسی استان هرمزگان             | بندرعباس | http://www.hormozganmet.ir                                            |                |
| اداره کل هواشناسی استان همدان               | همدان    | https://web.archive.org/web/20190920012937/http://sinamet.ir/         |                |
| اداره کل هواشناسی استان یزد                 | یزد      | http://www.yazdmet.ir                                                 |                |

## رادار هواشناسی
رادار هواشناسی نوعی از رادار است که برای مکان یابی بارش، محاسبهٔ حرکت آن و تخمین نوع آن(باران، برف، تگرگ و غیره) به کار می‌رود. در حال حاضر سازمان هواشناسی کشور با اجرای پروژه رادارهای هواشناسی دارای پنج رادار عملیاتی در سطح کشور می‌باشد .

## پیش‌بینی وضع هوا
پیش‌بینی وضع هوا عبارت است از به کارگیری روش‌های علمی برای تخمین وضعیت جو در یک تا چند روز پس از زمان پیش‌بینی. بشر از هزاران سال پیش به پیش‌بینی وضعیت هوا می‌پرداخته است اما از قرن نوزدهم میلادی بود که پیش‌بینی بر پایهٔ روش‌های علمی آغاز گشت. پارامترهایی که معمولاً در پیش‌بینی وضعیت آب‌وهوایی مورد استفاده قرار می‌گیرند شامل موارد زیر می‌گردد:
- تعیین دما
- اندازه‌گیری مقدار رطوبت جو
- سنجش فشار جو
- مشاهده وضع ظاهری آسمان (از نظر میزان وجود ابرها)
- تعیین جهت باد

در حال حاضر پیش‌بینی وضعیت هوای کشور و شهرها به صورت کشوری در مرکز پیش‌بینی و هشدار سریع سازمان هواشناسی و به صورت محلی در ادارت کل استانی انجام می‌گردد.
حسن روحانی درجلسه هیأت دولت، ۷ فروردین، بعد از سیل نوروزی در شیراز، ضرورت اطلاع‌رسانی دقیق و به موقع در خصوص حوادث را مورد تأکید قرار داد و گفت: هواشناسی در کنار اقدامات ارزشمندی که انجام می‌دهد، باید تلاش بیشتری بکار بگیرد و به‌طور دقیق دربارهٔ زمان و مکان حادثه اطلاع‌رسانی کند و این موضوع می‌تواند بسیار راهگشا باشد. همچنین از طریق فضای مجازی می‌توان، بلافاصله هشدارهای لازم را به مردم ارائه داد..